# Ідріс I (емір Малаги)
Ідріс I аль-Мутайяд (араб. إدريس المتأيد بالله; д/н — 1039) — 2-й емір Малазької тайфи в 1035—1039 роках.

## Життєпис
Походив з династії Хаммудидів. Син халіфа Алі ібн Хаммуда ан-Насира. У 1016 році призначається валі (намісником) Малаги. 1021 року надав допомогу братові Ях'ї, валі Сеути, який висадився на Піренейському півострові в Малазі. Після цього став валі Сеути. Згодом допомагав братові в боротьбі за трон Кордовського халіфату. 1023 року захопив Танжер.
1035 року після смерті брата Ях'ї I аль-Муталі, еміра Малаги, успадкував трон і мусив передати небожеві Мухаммеду ібн аль-Касіму Альхесіраську тайфу. Водночас Зубхайр аль-Амірі, емір Ельмерії, та Хабус ібн Максан, емір Гранади, визнали зверхність Ідріса I.
З самого початку вимушений був боротися з амбіціями Аббада I, еміра Севільї. Для цього уклав союзи з емірами Гранади, Альмерії і Кармони. 1039 року в битві біля Есіхи Ідріс I спільно з союзниками завдав тяжкої поразки севільському війську. Через кілька днів після цього Ідріс I помер у фортеці Баштур. Поховано в Сеуті. Трон успадкував його син Ях'я II.